# لهجات بدوية
اللهجات البدوية هي نوع نمطي من اللهجات العربية منتشرة تاريخياً بين قبائل البدو العرب، وانتشرت بين البدو والحضر في عدة مناطق نتيجة هجرة وتحضر القبائل. يعود أصل اللهجات البدوية إلى لهجات قبائل بدو نجد والحجاز، فانتشرت مع هجرات البدو من القرن العاشر وحتى العصر الحالي. تتنوع اللهجات البدوية حسب المنطقة والقبيلة، نتيجة تطورها وتأثرها باللهجات الحضرية المحيطة، ولكنها تتميز بعدة خصائص مشتركة تميزها عن أغلب اللهجات الحضرية. تعتبر اللهجات البدوية لهجات محافظة، حيث تتسم بعدة خصائص لغوية قديمة موروثة من العربية القديمة وتشاركها مع العربية الفصحى.

## الخصائص
من أبرز الصفات التي تتسم بها اللهجات البدوية هي النطق المجهور لحرف القاف، ويذكرها ابن خلدون في مقدمته:
وينطق غالباً گ، ويقلب ج في بعض لهجات الخليج العربي ويقلب دز في بعض لهجات نجد.
من الخصائص الأخرى:
- نطق الصوامت بين الأسنانية (ث، ذ، ظ)، ودمج حرف الضاد مع الظاء فكلاهما يلفظا ظ. أما اللهجات الحضرية ففي بعضها استبدلت بصوامت لثوية مثل ت ود وض، وفي بعضها تنطق كما في البدوية.
- التنوين في بعض المواضع للاسم النكرة، مثل «بنتٍ زينة»، ولا يقع في اللهجات الحضرية.
- تمييز الجنس في ضمائر الجمع، فمثلاً يستخدم ضمير «هم» للمذكر و«هن» للمؤنث، وفي الحضرية يستخدم المذكر لكلا الجنسين.
- المبني للمجهول الداخلي، وهي أوزان الفعل المبني للمجهول التي لا تضيف أي حروف للفعل الأصل، مثل وزن فُعِلَ أو يُفعَل، فيقال «كُتِب الكتاب»، ولا تقع في اللهجات الحضرية، فيقال مثلاً «الكتاب انكتب» أو «الكتاب اتكتب».
- وزن أَفْعَل للفعل الماضي، فيقال «أدخلتك»، وتستبدل في اللهجات الحضرية بوزن فَعّل، فيقال «دَخَّلتك».
- المصوتات المزدوجة «ـَو» و«ـَيـ»، أما في اللهجات الحضرية فتدمج.
- عدم استخدام حرف إضافة مثل «مال» أو «حق».
- ظاهرة قهوة: تقع في عدة لهجات بدوية في شبه الجزيرة وحولها.

ويمكن تقسيم اللهجات البدوية إلى لهجات مشرقية تضم جميع اللهجات البدوية في قارة آسيا عدا أسرة لهجات شمال غرب الجزيرة (بدو غرب الأردن، وشمال منطقة تبوك، والنقب، وسيناء)، ولهجات مغربية تضم لهجات شمال غرب الجزيرة واللهجات البدوية في مصر والسودان ودول المغرب العربية، فنجد فارقين بين هاتين الأسرتين:
1. نطق الكاف والقاف كصوامت مزجية في بعض المواقع في اللهجات المشرقية، فنجد بعض اللهجات التي تقلب فيها الكاف تش والقاف ج، وفي البعض الآخر تقلب الكاف تس والقاف دز.
2. وقوع النون في الأفعال الخمسة في اللهجات المشرقية (يكتبون، تكتبين)، وإسقاطها في اللهجات المغربية (يكتبو، تكتبي).

## التوزع الجغرافي

### شبه الجزيرة العربية
تنتشر اللهجات البدوية في شبه الجزيرة بشكل كبير، حيث تمثل لهجة أغلب السكان في عدة دول، وهي:
- اللهجات النجدية: تعتبر جميع أسرة اللهجات النجدية من اللهجات البدوية، وهي أكثر اللهجات انتشارا في السعودية، وتتمتع بمكانة عالية.
- اللهجات الخليجية: تكونت اللهجة الخليجية مع هجرة القبائل النجدية مثل العتوب وبنو ياس وبنو تميم إلى ساحل الخليج العربي في القرن الثامن عشر وبعده.
- اللهجات العمانية البدوية.
- اللهجات الحجازية البدوية.
- لهجات شمال غرب شبه الجزيرة.

تأثرت أغلب اللهجات الحضرية في شبه الجزيرة باللهجات البدوية، فمثلاً نرى أن النطق المجهور للقاف ينتشر في مدن الحجاز، وبعض اللهجات الحضرية في جنوب شبه الجزيرة، وغيرها، إلا أن هذه اللهجات البدوية تتسم بصفات تختص بها عن باقي لهجات الجزيرة العربية، ومن أبرزها اختلاف المقاطع اللفظية، ونرى ذلك في وزن الفعل الماضي المؤنث «فْعلت» بسكون الفاء أو CCvCvC، مثلاً «كْتِبَتْ البنت»، وأما في جميع اللهجات الأخرى في شبه الجزيرة فنجد أوزان على شكل CvCvCvC مثل «فَعَلَتْ» أو CvCCvC مثل «فِعْلَتْ».

### العراق وبلاد الشام
تنقسم أسرة اللهجات العراقية إلى لهجات شمالية (لهجات قِلْتُ) ولهجات جنوبية (لهجات گِلِتْ)، وتتميز اللهجات العراقية الجنوبية بعدة خصائص بدوية نتيجة تحضر البدو وشبه البدو تحت الحكم العثماني بعد القرن الثامن عشر، ويلحظ انتشارها بالتحديد بين السكان المسلمين في جنوب العراق، بينما ظلت لهجات المسيحيين واليهود في مدن جنوب العراق مشابهة للهجات الشمالية.
وتوجد عدة لهجات بدوية أخرى في العراق والشام، فمنها:
- اللهجات ذوي الأصول النجدية - وبالتحديد اللهجات العنزية والشمرية - المنتشرة بين قبائل البدو الرحل في بادية الشام والجزيرة الفراتية.
- اللهجات الشاوية المنتشرة بين قبائل البدو شبه الرحل في الجزيرة الفراتية، وهي تشكل خليط بين أسرتي اللهجات النجدية والعراقية.
- مجموعة لهجات شمال غرب شبه الجزيرة العربية المنتشرة بين قبائل البدو شبه الرحل في سيناء والنقب و‌منطقة تبوك.[8]

ولا تقتصر اللهجات البدوية في بلاد الشام على البدو، فهي منتشرة بين الحضر في العديد من القرى والمدن، نتيجة تحضر البدو، ومن ذلك لهجة محافظة الرقة ولهجات مدن شرق الأردن وغيرها.

### مصر
تشمل اللهجات البدوية في مصر التالي:
- لهجات سيناء، وهي مرتبطة بلهجات بدو النقب وشمال غرب شبه الجزيرة العربية.
- لهجات بدو الصحراء الشرقية.
- لهجات بدو غرب مصر والساحل الشمالي، وهي مرتبطة باللهجات البدوية المغاربية وخاصة لهجات شرق ليبيا.[9]

### المغرب العربي
انتشرت اللهجات البدوية في المغرب العربي بعد هجرة عدة قبائل بدوية بين القرن التاسع والقرن الثاني عشر، أهمها بنو هلال (انظر: هجرة بني هلال) وبنو سليم وبنو معقل، وتسمى باللهجات الهلالية. مع هجرات وتحضر العديد من البدو وسكان القرى في العصر الحديث، تكونت في العديد من مدن المغرب العربي لهجات كوينه تمثل خليط بين اللهجات البدوية الهلالية واللهجات الحضرية ما قبل الهلالية. ومن اللهجات الهلالية اللهجة الحسانية في موريتانيا.

### بلاد السودان
انتشرت لهجات بدوية في بلاد السودان (أو الساحل) مع هجرة بعض القبائل العربية منذ القرن السابع عشر وتشكل قبائل البقارة البدوية، وتكونت اللهجة التشادية في غرب السودان وتشاد والنيجر ونيجيريا والكاميرون، ومن فروعها اللهجة العربية النيجيرية. تختلف اللهجة التشادية عن باقي اللهجات البدوية وتخلو من العديد من الخصائص المميزة للهجات البدوية مثل نطق الصوامت بين الأسنانية (ث، ذ، ظ).